# Ronde van Limburg 2018 (België)
De 68e editie van de wielerwedstrijd Ronde van Limburg werd gehouden op 10 juni 2018. Net zoals de voorgaande jaren lag de start- en aankomstplaats in Tongeren. De overwinning op de Eeuwfeestwal van deze wedstrijd, meetellende voor de UCI Europe Tour, ging voor de tweede keer naar Mathieu van der Poel.

## Deelnemende ploegen
|                    | PLOEGNAAM                            | PLOEGLEIDER             |
| ------------------ | ------------------------------------ | ----------------------- |
| Vlag van België    | Veranda's Willems-Crelan             | Niels Albert            |
| Vlag van België    | Wanty-Gobert                         | Steven De Neef          |
| Vlag van België    | Sport Vlaanderen-Baloise             | Andy Missotten          |
| Vlag van België    | WB Aqua Protect Veranclassic         | Frédéric Amorison       |
| Vlag van Frankrijk | Cofidis Solutions Credits            | Alain Deloeuil          |
| Vlag van Nederland | Roompot-Nederlandse Loterij          | Michael Boogerd         |
| Vlag van België    | Corendon-Circus                      | Christoph Roodhooft     |
| Vlag van België    | Cibel-Cebon                          | Marcel Omloop           |
| Vlag van België    | Tarteletto-Isorex                    | Danny De Bie            |
| Vlag van België    | Pauwels Sauzen-Vastgoedservice       | Tom Vannoppen           |
| Vlag van Algerije  | Sovac - Natura4Ever                  | Mario Buscema           |
| Vlag van Nederland | Monkey Town Continental Team         | Paul Tabak              |
| Vlag van Australië | Bennelong SwissWellness Cycling Team | Franky Van Haesebroucke |
| Vlag van Ierland   | Aqua Blue Sport                      | Bob De Cnodder          |
| Vlag van Luxemburg | Team Differdange-Losch               | Marc Godart             |
| Vlag van België    | T.Palm-Pôle Continental Wallon       | Pascal Pieterarens      |

## Parcours
De Ronde van Limburg (België) wordt sinds de organisatie nieuw leven werd ingeblazen in 2012 opgebouwd uit verschillende lussen in het zuiden van Limburg (Belgische provincie). Ook tijdens de editie van 2018 was dit het geval. De eerste lus nam 113 kilometer in beslag en de tweede 54 kilometer. Om af te sluiten kregen de renners nog drie plaatselijke ronden van 11 kilometer in Tongeren (stad) voor de wielen. De start werd zoals steeds gegeven op het Marktplein van Tongeren (stad), waarna de renners veertien hellingen en dertien kasseistroken moest overbruggen om aan te komen op de Eeuwfeestwal in Tongeren (stad).

### Hellingen
| km    | Benaming       | Plaats   | Lengte | Gemiddelde stijging | Maximale stijging | Bergprijs |
| ----- | -------------- | -------- | ------ | ------------------- | ----------------- | --------- |
| 28,2  | Burchtheuvel   | Borgloon | 800 m  | 5,1%                | 13%               | KOM 1     |
| 32,5  | Colenberg      | Borgloon | 1330 m | 3,4%                | 9,2%              |           |
| 56,3  | Keiberg        | Bilzen   | 500 m  | 7,2%                | 11%               | KOM 2     |
| 79,8  | Slingerberg    | Riemst   | 700 m  | 7,6%                | 10%               | KOM 3     |
| 102,2 | Keiberg        | Bilzen   | 500 m  | 7,2%                | 11%               | KOM 4     |
| 139,7 | Mettekovenberg | Borgloon | 600 m  | 4%                  | 7%                |           |
| 145,7 | Burchtheuvel   | Borgloon | 800 m  | 5,1%                | 13%               | KOM 5     |
| 150,9 | Colenberg      | Borgloon | 1330 m | 3,4%                | 9,2%              |           |
| 155;6 | Bollenberg     | Borgloon | 550 m  | 5,6%                | 12%               |           |
| 158,5 | Boeshovenberg  | Borgloon | 700 m  | 4,7%                | 12%               |           |
| 162,8 | Kolmontberg    | Tongeren | 900 m  | 4%                  | 6%                |           |
| 173,7 | Kolmontberg    | Tongeren | 900 m  | 4%                  | 6%                |           |
| 184,6 | Kolmontberg    | Tongeren | 900 m  | 4%                  | 6%                |           |
| 195,4 | Kolmontberg    | Tongeren | 900 m  | 4%                  | 6%                |           |

### Kasseistroken
| km    | Benaming          | Lengte |
| ----- | ----------------- | ------ |
| 28,2  | Speelhof          | 220 m  |
| 30,9  | Colenstraat       | 50 m   |
| 32,4  | Molenstraat       | 120 m  |
| 52,8  | Maastrichterallee | 650 m  |
| 98,7  | Maastrichterallee | 650 m  |
| 125,6 | Op de kriezel     | 1550 m |
| 132,8 | Manshoven         | 1300 m |
| 142   | Fonteinhof        | 330 m  |
| 145,8 | Speelhof          | 220 m  |
| 148,1 | Oude Wellenweg    | 400 m  |
| 150,8 | Colenstraat       | 50 m   |
| 154,3 | Weg Naar Heks     | 430 m  |
| 157,7 | Kleine Veldsteeg  | 100 m  |

## Wedstrijdverloop
Het was de vroege vlucht die het wedstrijdverloop zowat heel de dag kleur gaf. Jimmy Janssens, Senne Leysen en Olivier Pardini kozen al na 18 kilometer het hazenpad. Het drietal kreeg later ook nog gezelschap van David Boucher. Hun voorsprong liep maximaal op tot zevenenhalve minuut. Na 55 kilometer moest Boucher alweer overboord, de drie andere koplopers hielden dapper vol. Pas in de laatste vijf kilometer liep op de lokale omloop alles samen. Door het hoge tempo in de finale scheurde het peloton. Mathieu van der Poel had de snelste benen op de oplopende Eeuwfeestwal en schreef zo voor de tweede keer de Ronde van Limburg achter zijn naam. De Franse spurter Nacer Bouhanni werd nog tweede voor Tim Merlier.

### Top tien
De wedstrijd eindigde op een massaspurt. Pas vanaf plaats drieëntwintig waren de eerste tijdsverschillen te noteren.
| Plaats | Naam                 | Ploeg                        | Tijd      |
| ------ | -------------------- | ---------------------------- | --------- |
| 1      | Mathieu van der Poel | Corendon-Circus              | 4u38'18'' |
| 2      | Nacer Bouhanni       | Cofidis Solutions Credits    | z.t.      |
| 3      | Tim Merlier          | Veranda's Willems-Crelan     | z.t.      |
| 4      | Jelle Donders        | Team Differdange-Losch       | z.t.      |
| 5      | Kenny Dehaes         | WB Aqua Protect Veranclassic | z.t.      |
| 6      | Milan Menten         | Sport Vlaanderen-Baloise     | z.t.      |
| 7      | Adam Blythe          | Aqua Blue Sport              | z.t.      |
| 8      | Lasse Norman Hansen  | Aqua Blue Sport              | z.t.      |
| 9      | Jelle Mannaerts      | Tarteletto-Isorex            | z.t.      |
| 10     | Coen Vermeltfoort    | Roompot-Nederlandse Loterij  | z.t.      |

1919 · 1920 · 1921-1928 · 1929 · 1930 . 1931 · 1932 · 1933 · 1934 · 1935 · 1936 · 1937 · 1938 · 1939 · 1940 · 1941 · 1942 · 1943 · 1944 · 1945 · 1946 · 1947 · 1948 · 1949 · 1950 · 1951 · 1952 · 1953 · 1954 · 1955 · 1956 · 1957 · 1958 · 1959 · 1960 · 1961 · 1962 · 1963 · 1964 · 1965 · 1966 · 1967 · 1968 · 1969 · 1970 · 1971 · 1972 · 1973 · 1974 · 1975 · 1976 · 1977 · 1978 · 1979 · 1980 · 1981 · 1982 · 1983 · 1984 · 1985 · 1986 · 1987 · 1988 · 1989 · 1990 · 1991 · 1992 · 1993 · 1994 · 1995-2011 · 2012 · 2013 · 2014 · 2015 · 2016 · 2017 · 2018 · 2019 · 2020 · 2021 · 2022 · 2023 · 2024